# ジスラン・コナン
ジスラン・ヌクロモンド・コナン（Ghislain N'Clomande Konan, 1995年12月27日 - ）はコートジボワールのアビジャン出身のサッカー選手。コートジボワール代表。ポジションはDF。ブルゴスCF所属。

## 経歴
母国コートジボワールのクラブであるASECミモザから、プリメイラ・リーガのヴィトーリアSCに移籍。2016年12月10日、ボアヴィスタFC戦でデビュー。
2017年夏、スタッド・ランスに360万ユーロで移籍した。2021-22シーズンは安定した守備を披露し、オリンピック・リヨンやフェネルバフチェSKに注目された。
2022年7月7日、アル・ナスルFCへ完全移籍。
2023年9月4日、アル・フェイハにレンタル移籍。
2025年1月30日、ブルゴスCFに移籍した。

### 代表歴
2017年10月6日、マリ代表戦でコートジボワール代表デビューを果たす。2020年10月には、日本代表との親善試合に出場する予定だったが、直前に離脱した。